# El Ranchito, Puebla
El Ranchito är en ort i Mexiko.   Den ligger i kommunen Tepexi de Rodríguez och delstaten Puebla, i den sydöstra delen av landet, 160 km sydost om huvudstaden Mexico City. El Ranchito ligger 1 848 meter över havet och antalet invånare är 137.
Terrängen runt El Ranchito är kuperad åt nordväst, men åt sydost är den platt. Runt El Ranchito är det ganska glesbefolkat, med 47 invånare per kvadratkilometer. Närmaste större samhälle är Tepexi de Rodríguez, 1,5 km norr om El Ranchito. Omgivningarna runt El Ranchito är en mosaik av jordbruksmark och naturlig växtlighet.